# Simón Vanderhoeght
Simón Vanderhoeght, vollständiger Name Simón Vanderhoeght Santos, (* 6. Mai 1986 in Maldonado) ist ein uruguayischer Fußballspieler, der auch die belgische Staatsangehörigkeit besitzt.

## Karriere
Der 1,78 Meter große Mittelfeldakteur Vanderhoeght entstammt der Jugendmannschaft des Club Atlético Atenas, für den er 13 Jahre lang aktiv war. Zu dieser Zeit spielte er auch in der von Fabricio Bassa trainierten in der U-15 Auswahlmannschaft des Departamento Maldonado. 2004 nahm er mit der Mannschaft seines Vereins auch an der Erstauflage des Punta Cup teil. Später stand er beim uruguayischen Erstligisten Montevideo Wanderers unter Vertrag und wechselte Anfang Januar 2009 für sechs Monate auf Leihbasis zu Hellas Verona. Nach seiner Rückkehr zu den Wanderers bestritt in der Spielzeit 2009/10 elf Ligaspiele. Dabei traf er viermal ins gegnerische Tor. Mindestens in der Clausura 2011 stand er in Reihen des Zweitligisten Deportivo Maldonado. In der ersten Saisonhälfte 2011/12 lief er sodann elfmal in der österreichischen Ersten Liga für den FC Lustenau 07 auf. Ein Tor erzielte er nicht. Anfang Januar 2012 kehrte er nach Uruguay zurück und schloss sich dem Zweitligisten Club Atlético Atenas, den er nach rund einem Jahr Ende Januar 2013 wieder verließ. Er spielte fortan für den Erstligisten Club Atlético Bella Vista, absolvierte bei den Montevideanern zehn Ligapartien der Saison 2012/13 und schoss ein Tor. Im August ging er zurück zu Atenas. Beim Verein aus San Carlos werden in der Spielzeit 2013/14 20 Spiele (kein Tor) in der Segunda División für ihn geführt. Am Saisonende stieg sein Verein in die höchste uruguayische Spielklasse auf. In der Saison 2014/15 wurde er 20-mal (kein Tor) in der Primera División eingesetzt, konnte mit dem Team den unmittelbaren Wiederabstieg nicht verhindern. Anschließend wechselte er 2015 zum belgischen Klub F.C.V. Dender E.H., für den er in 22 Partien der 3. Division auflief und zwei Treffer erzielte. Auch in einem Pokalspiel (kein Tor) kam er zum Einsatz. Mitte Juli 2016 kehrte er zu Atenas zurück und wurde dort in der Saison 2016 in elf Zweitligaspielen eingesetzt und schoss drei Tore.